# Владімір (Долж)
Владімір (рум. Vladimir) — село у повіті Долж в Румунії. Входить до складу комуни Гоєшть.
Село розташоване на відстані 185 км на захід від Бухареста, 20 км на північ від Крайови.

## Населення
За даними перепису населення 2002 року у селі проживали 156 осіб, усі — румуни. Усі жителі села рідною мовою назвали румунську.